# Daddy DJ
Daddy DJ is een Frans dj-duo.

## Biografie
Daddy DJ ontstond in 2000. Met hun eerste single Daddy DJ bereikten ze de eerste plaats in Noorwegen, Zweden en Wallonië. Ook in Australië, Vlaanderen, Finland, Frankrijk, Nederland en Duitsland haalde de single de top tien. De opvolger Girl In Red bereikte ook in drie landen een toptiennotering. 

## Discografie
| Single met hitnotering(en) in de Vlaamse Ultratop 50 | Datum van verschijnen | Datum van binnenkomst | Hoogste positie | Aantal weken | Opmerkingen             |
| ---------------------------------------------------- | --------------------- | --------------------- | --------------- | ------------ | ----------------------- |
| Daddy DJ                                             | 2000                  | 23-06-2001            | 8               | 14           |                         |
| We Could Be Together                                 | 2022                  | 02-07-2022            | 10              | 20           | met LUM!X & Gabry Ponte |